# The Budhill Singles Club
The Budhill Singles Club est une série d'albums virtuels réalisés par le groupe de rock écossais The Fratellis. Ces albums comportent des demos, des versions live et acoustiques, des inédits et des medleys des albums studio. Ils sont seulement disponibles en téléchargement pour les membres enregistrés sur le site web officiel des Fratellis. Le nom Budhill fait référence au quartier de Springboig à Glasgow d'où est originaire le bassiste Barry Fratelli.
Chacun des deux volumes disponibles fait référence à un album studio du groupe, Costello Music et Here We Stand, mais ils ont commencé à être disponibles avant la sortie de l'album dont ils sont respectivement issus. Ceci explique qu'ils présentent des versions alternatives, souvent en acoustique, et donc légèrement différentes de celles des titres studio. 
Le medley est composé d'extraits et constitue la dernière piste de chaque volume.
Lors de la sortie du Volume 1, deux éditions limitées des CD de Budhill Singles ont été disponibles, l'une lors de la sortie du single Henrietta, l'autre lors de celle de Whistle for the Choir. Elles été fournies avec un CD vierge décoré, destiné à être gravé avec les titres téléchargés indiqués sur la couverture.
Lors de la sortie du Volume 2, une édition limitée en coffret était disponible. Celui-ci comportait une édition limitée de la première chanson de l'album, Headcase, sur 45 tours vinyl.

## Volume 1
Le Volume 1 a été publié pour promouvoir l'album studio Costello Music.
1. Got Ma Nuts From a Hippy [Demo] - 3:21
2. Creepin' Up the Backstairs [Acoustic] - 3:11
3. Henrietta [Live from SXSW 2007] - 3:38
4. Cigarello [Acoustic] - 2:48
5. Cuntry Boys and City Girls [Demo] - 3:31
6. For the Girl [Acoustic] - 3:02
7. Baby Fratelli [Acoustic] - 4:15
8. Ole Black 'n' Blue Eyes [Acoustic] - 3:13
9. Too Much Talk in Tokyo - 3:25
10. Nina [Acoustic] - 2:47
11. Costello Music [Medley de l'album] - 7:29

## Volume 2
Le Volume 2 est destiné à promouvoir l'album Here We Stand.
1. Headcase - 3:20
2. A Heady Tale [Acoustic] - 5:10
3. Lupe Brown [Alternate Version] - 4:15
4. Here We Stand [Medley de l'album] - 9:00